# Medalla Fields
La Medalla Fields, coneguda oficialment com a Medalla Internacional per Descobriments Excel·lents en Matemàtiques (anglès: International Medal for Outstanding Discoveries in Mathematics), és un premi atorgat a dos, tres o quatre matemàtics de fins a 40 anys a cada Congrés Internacional de la Unió Matemàtica Internacional (International Mathematical Union, IMU), un congrés que es duu a terme cada quatre anys. La Medalla Fields es veu sovint l'honor més gran que un matemàtic pot rebre. La Medalla Fields i el Premi Abel s'han descrit sovint com el "Premi Nobel dels matemàtics".
El premi té una dotació econòmica, que des de l'any 2006 és de 15.000 dòlars canadencs (aproximadament 9.800 euros). El nom col·loquial és en honor del matemàtic canadenc John Charles Fields. Fields va ser clau en l'establiment del premi, va dissenyar ell mateix la medalla, i va finançar la part monetària.
La medalla es va lliurar per primera vegada el 1936 al matemàtic finlandès Lars Ahlfors i al matemàtic estatunidenc Jesse Douglas, i s'ha concedit cada quatre anys des de 1950. El seu propòsit és reconèixer i donar suport als investigadors matemàtics més joves que han fet contribucions importants.
L'any 2014 Maryam Mirzakhani fou la primera dona, i Artur Avila el primer matemàtic de l'Amèrica Llatina, a ser guardonats amb la Medalla Fields.

## Condicions del premi
Sovint es descriu la Medalla Fields com el "Premi Nobel de les Matemàtiques" perquè se la considera tradicionalment el premi més prestigiós en el camp de les matemàtiques. No obstant això, i en contrast amb el Premi Nobel real, la Medalla Fields només s'atorga cada quatre anys. La medalla també té un límit d'edat: el 40è aniversari del receptor no s'ha de produir abans de l'1 de gener de l'any en què es concedeix la Medalla Fields. Com a resultat, alguns grans matemàtics no han arribat a rebre la medalla per haver fet el seu millor treball (o haver-ne rebut reconeixement) massa tard en la vida. La regla dels 40 anys es basa en el desig de Fields que
| « | (anglès) while it was in recognition of work already done, it was at the same time intended to be an encouragement for further achievement on the part of the recipients and a stimulus to renewed effort on the part of others. | (català) mentre que era un reconeixement a la tasca ja realitzada, pretenia a la vegada ser un estímul per a més assoliments per part dels receptors i un estímul a un renovat esforç per part dels altres. | » |

La dotació econòmica és molt menor que els 8 milions de corones sueques (uns 900.000 euros) de cada Premi Nobel a partir de 2012. Altres premis importants en matemàtiques, com el Premi Abel i la Medalla Chern, tenen un gran premi en metàl·lic similar al Nobel.

## Medallistes Fields
| Any  | Seu de l'ICM             | Medallistes                | Institució (en rebre el premi)                                                                                | Citació de justificació |
| ---- | ------------------------ | -------------------------- | --- | --- |
| 1936 | Oslo, Noruega            | Lars Ahlfors               | - Universitat de Hèlsinki, Finlàndia                                                                          | "Premiat per la seva recerca sobre revestiments de superfícies relacionades amb les superfícies de Riemman de les funcions inverses de funcions enteres i meromorfes." |
| 1936 | Oslo, Noruega            | Jesse Douglas              | - Massachusetts Institute of Technology, Estats Units                                                         | "Pel seu important treball en el problema de Plateau, relacionat amb l'obtenció de superfícies mínimes que connecten i estan determinades per un contorn fixat." |
| 1950 | Cambridge, Estats Units  | Laurent Schwartz           | - Universitat de Nancy, França                                                                                | "Desenvolupà la teoria de les distribucions, una nova noció de funció generalitzada motivada per la funció delta de Dirac de la física teòrica." |
| 1950 | Cambridge, Estats Units  | Atle Selberg               | - Institut d'Estudis Avançats de Princeton, Estats Units                                                      | "Desenvolupà generalitzacions dels mètodes de sedàs de Viggo Brun; aconseguí resultats importants sobre els zeros de la funció zeta de Riemann; donà una prova elemental del teorema dels nombres primers (amb Paul Erdős), amb una generalització als nombres primers en una progressió aritmètica arbitrària."                                  |
| 1954 | Amsterdam, Països Baixos | Kunihiko Kodaira           | - Universitat de Tòquio, Japó - Universitat de Princeton, Estats Units                                        | "Assolí resultats molt importants en la teoria de les integrals harmòniques i nombroses aplicacions a les varietats kählerianes i més espefcíficament a les varietats algebraiques. Provà, mitjançant cohomologia de feixos, que aquestes varietats són varietats de Hodge."                                                                      |
| 1954 | Amsterdam, Països Baixos | Jean-Pierre Serre          | - Universitat de Nancy, França                                                                                | "Assolí resultats molt importants sobre els grups d'homotopia de les esferes, especialment amb el seu ús del mètode de les successions espectrals. Reformulà i estengué alguns dels principals resultats de la teoria de la variable complexa en termes de feixos."                                                                               |
| 1958 | Edimburg, Regne Unit     | Klaus Roth                 | - University College London, Regne Unit                                                                       | "Resolgué el 1955 el famós problema de Thue-Siegel sobbre l'aproximació de nombres algebraics per nombres racionals i provà el 1952 que una successió sense tres nombres en progressió aritmètica té densitat zero (una conjectura d'Erdös i Turán del 1935)."                                                                                    |
| 1958 | Edimburg, Regne Unit     | René Thom                  | - Universitat d'Estrasburg, França                                                                            | "L'any 1954 inventà i desenvolupà la teoria del cobordisme en topologia algebraica. Aquesta classificació de les varietats usà la teoria de l'homotopia de manera fonamental i esdevingué un primer exemple d'una teoria general de cohomologia."                                                                                                 |
| 1962 | Estocolm, Suècia         | Lars Hörmander             | - Universitat d'Estocolm, Suècia                                                                              | "Treballà en equacions en derivades parcials. Específicament, contribuí a la teoria general dels operadors diferencials lineals. Les qüestions provenen d'un dels problemes de Hilbert del congrés del 1900." |
| 1962 | Estocolm, Suècia         | John Milnor                | - Universitat de Princeton, Estats Units                                                                      | "Provà que una esfera de dimensió 7 pot tenir diverses estructures diferencials; això portà a la creació del camp de la topologia diferencial." |
| 1966 | Moscou, URSS             | Michael Atiyah             | - Universitat d'Oxford, Regne Unit                                                                            | "Treballà conjuntament amb Hirzebruch en la teoria K; provà conjuntament amb Singer el teorema de l'índex dels operadors el·líptics en varietats complexes; treballà en col·laboració amb Bott per a provar un teorema del punt fix relacionat amb la "fórmula de Lefschetz"."                                                                    |
| 1966 | Moscou, URSS             | Paul Joseph Cohen          | Universitat Stanford, Estats Units                                                                            | "Usà la tècnica anomenada "forcing" per a provar la independència, dins la teoria de conjunts, de l'axioma d'elecció i de la hipòtesi generalitzada del continu. Aquest darrer problema era el primer dels problemes de Hilbert del congrés de l'any 1900."                                                                                       |
| 1966 | Moscou, URSS             | Alexander Grothendieck     | Institut des Hautes Études Scientifiques, França                                                              | "Es basà en el treball de Weil i Zariski i efectuà avenços fonamentals en geometria algebraica. Introduí la idea de la teoria K (els grups i anells de Grothendieck). Revolucionà l'àlgebra homològica en el seu celebrat "article del Tôhoku"."                                                                                                  |
| 1966 | Moscou, URSS             | Stephen Smale              | Universitat de Califòrnia a Berkeley, Estats Units                                                            | "Treballà en topologia diferencial, on provà conjectura de Poincaré generalitzada en dimensió n≥5: tota varietat tancada n-dimensional homotòpicament equivalent a l'esfera n-dimensional és homeomorfa a ella. Introduí el mètode dels cossos amb nanses per resoldre aquest i altres problemes relacionats."                                    |
| 1970 | Niça, França             | Alan Baker                 | Universitat de Cambridge, Regne Unit                                                                          | "Generalitzà el teorema de Gelfond-Schneider (la solució del setè problema de Hilbert). A partir d'aquest treball generà nombres transcendents que no havien sigut prèviament identificats." |
| 1970 | Niça, França             | Heisuke Hironaka           | Universitat Harvard, Estats Units                                                                             | "Generalitzà el treball de Zariski que havia provat per dimensió ≤3." |
| 1970 | Niça, França             | John G. Thompson           | Universitat de Cambridge, Regne Unit                                                                          | "Provà juntament amb W. Feit que tots els grups simples finits no cíclics tenen ordre parell. L'extensió d'aquest treball per Thompson determinà els grups finits simples minimals, és a dir, els grups finits simples dels quals els subgrups propis són resolubles."                                                                            |
| 1970 | Niça, França             | Sergei Novikov             | Universitat Estatal de Moscou, URSS                                                                           | "Feu avenços importants en topologia, el més conegut dels quals essent la seva prova de la invariància topològica de les classes de Pontrjagin de les varietats diferenciables. El seu treball inclogué un estudi de la cohomologia i l'homotopia dels espais de Thom."                                                                           |
| 1974 | Vancouver, Canadà        | Enrico Bombieri            | Universitat de Pisa, Itàlia                                                                                   | "Contribucions importants en el camp dels nombres primers, en funcions univalents i la conjectura local de Bieberbach, en la teoria de les funcions de diverses variables complexes, i en la teoria de les equacions en derivades parcials i superfícies mínimes - en particular, a la solució del problema de Bernstein en dimensions superiors. |
| 1974 | Vancouver, Canadà        | David Mumford              | Universitat Harvard, Estats Units                                                                             | "Contribuí als problemes de l'existència i l'estructura de les varietats de mòduls, varietats els punts de les quals parametritzen classes d'isomorfia d'algun tipus d'objecte geomètric. També feu diverses contribucions importants a la teoria de superfícies algebraiques."                                                                   |
| 1978 | Hèlsinki, Finlàndia      | Pierre Deligne             | Institut des Hautes Études Scientifiques, França                                                              | "Donà solució a les tres conjectures de Weil relatives a generalitzacions de la hipòtesi de Riemann a cossos finits. El seu treball va fer molt per unificar la geometria algebraica i la teoria algebraica de nombres." |
| 1978 | Hèlsinki, Finlàndia      | Charles Fefferman          | Universitat de Princeton, Estats Units                                                                        | "Contribuí amb diverses innovacions que van permetre revisar l'estudi de l'anàlisi complexa multidimensional tot trobant generalitzacions correctes de resultats clàssics (en dimensió baixa)." |
| 1978 | Hèlsinki, Finlàndia      | Grigori Margulis           | Universitat Estatal de Moscou, URSS                                                                           | "Proporcionà una anàlisi innovadora de l'estructura dels grups de Lie. El seu treball pertany a la combinatòria, geometria diferencial, teoria ergòdica, sistemes dinàmics i grups de Lie." |
| 1978 | Hèlsinki, Finlàndia      | Daniel Quillen             | Massachusetts Institute of Technology, Estats Units                                                           | "El principal arquitecte de la teoria K algebraica superior, una nova eina que emprà exitosament mètodes i idees geomètrics i topològics per a formular i resoldre problemes importants en àlgebra, en particular en teoria d'anells i teoria de mòduls."                                                                                         |
| 1982 | Varsòvia, Polònia        | Alain Connes               | Institut des Hautes Études Scientifiques, França                                                              | "Contribuí a la teoria de àlgebres d'operadors, en particular al teorema general de classificació i estructura dels factors de tipus III, classificació dels automorfismes del factor hiperfinit, classificació dels factors injectius, i aplicacions de la teoria de les C*-àlgebres a les foliacions i la geometria diferencial en general."    |
| 1982 | Varsòvia, Polònia        | William Thurston           | Universitat de Princeton, Estats Units                                                                        | "Revolucionà l'estudi de la topologia en 2 i 3 dimensions, mostrant la connexió entre l'anàlisi, la topologia i la geometria. Contribuí a la idea que una classe molt gran de 3-varietats tancades porten una estructura hiperbòlica." |
| 1982 | Varsòvia, Polònia        | Shing-Tung Yau             | Institut d'Estudis Avançats de Princeton, Estats Units                                                        | "Feu contribucions en equacions diferencials, també a la conjectura de Calabi en geometria algebraica, a la conjectura de massa positiva de la teoria de la relativitat general, i a les equacions de Monge-Ampère reals i complexes." |
| 1986 | Berkeley, Estats Units   | Simon Donaldson            | - Universitat d'Oxford, Regne Unit                                                                            | "Rebé la medalla principalment pel seu treball sobre la topologia de les varietats quadridimensionals, especialment per mostrar que hi ha una estructura diferencial a l'espai euclidià quadridimensional que és diferent de l'estructura habitual."                                                                                              |
| 1986 | Berkeley, Estats Units   | Gerd Faltings              | - Universitat de Princeton, Estats Units                                                                      | "Usant mètodes de geometria algebraica aritmètica, rebé la medalla principalment per la seva prova de la conjectura de Mordell." |
| 1986 | Berkeley, Estats Units   | Michael Freedman           | - Universitat de Califòrnia a San Diego, Estats Units                                                         | "Desenvolupà nous mètodes per l'anàlisi topològica de les varietats de dimensió quatre. Un dels seus resultats és una prova de la conjectura de Poincaré en dimensió quatre." |
| 1990 | Kyoto, Japó              | Volodímir Drínfeld         | - Institut Físico-tècnic de Baixes Temperatures B.I. Verkin, Kharkov, URSS                                    | "Pel seu treball en grups quàntics i el seu treball en teoria de nombres." |
| 1990 | Kyoto, Japó              | Vaughan F. R. Jones        | - University of California, Berkeley, Estats Units                                                            | "Pel seu descobriment d'una relació inesperada entre l'estudi matemàtic dels nusos --un camp que es va iniciar al segle XIX-- i la mecànica estadística, una branca de les matemàtiques usada per estudiar sistemes complexos amb un gran nombre de components."                                                                                  |
| 1990 | Kyoto, Japó              | Shigefumi Mori             | - Universitat de Kyoto, Japó                                                                                  | "Per la demostració de la conjectura de Hartshorne i el seu treball en la classificació de les varietats algebraiques tridimensionals." |
| 1990 | Kyoto, Japó              | Edward Witten              | - Institut d'Estudis Avançats de Princeton, Estats Units                                                      | "Per la seva habilitat única d'interpretar idees del món de la física en el món de les matemàtiques." |
| 1994 | Zúric, Suïssa            | Jean Bourgain              | - Institut des Hautes Études Scientifiques, França                                                            | "Per les seves contribucions en diversos temes centrals de l'anàlisi matemàtica: la geometria dels espais de Banach, la convexitat en espais multi-dimensionals, anàlisi harmònica, teoria ergòdica, i finalment, equacions no-lineals en derivades parcials del camp de la física."                                                              |
| 1994 | Zúric, Suïssa            | Pierre-Louis Lions         | - Universitat París-Dauphine, França                                                                          | "Per les seves contribucions en el camps de les equacions no-lineals en derivades parcials." |
| 1994 | Zúric, Suïssa            | Jean-Christophe Yoccoz     | - Universitat de París Sud, França                                                                            | "Per les demostracions de les propietats i dinàmica de l'estabilitat, com el sistema solar o estabilitat estructural, implicant la persistència de canvis de paràmetres de les propietats globals dels sistemes. " |
| 1994 | Zúric, Suïssa            | Iefim Zélmanov             | - Universitat de Califòrnia a San Diego, Estats Units                                                         | "Per la solució al problema de Burnside restringit. Aquest problema de teoria de grups és en gran manera un problema en àlgebres de Lie." |
| 1998 | Berlín, Alemanya         | Richard Borcherds          | - University of California, Berkeley, Estats Units - University of Cambridge, Regne Unit                      | "Pel seu treball en la introducció d'àlgebres de vèrtexs, la demostració de la conjectura de Moonshine i pel descobriment de una nova classe automòrfica de productes infinits." |
| 1998 | Berlín, Alemanya         | Timothy Gowers             | - Universitat de Cambridge, Regne Unit                                                                        | "Per les contribucions a l'anàlisi funcional, usant mètodes la combinatòria a pesar que aquests dos camps tenen aparentment molt poc en comú." |
| 1998 | Berlín, Alemanya         | Maksim Kontsévitx          | - Institut des Hautes Études Scientifiques, França - Universitat Rutgers, Estats Units                        | "Per les contribucions a quatre problemes de geometria." |
| 1998 | Berlín, Alemanya         | Curtis T. McMullen         | - Universitat Harvard, Estats Units                                                                           | "Per les contribucions a la teoria de sistemes dinàmics, com l'estudi algorísmic d'equacions polinomials, l'estudi de la distribució de punts d'una xarxa d'un grup de Lie, geometria hiperbòlica, dinàmiques holomorfiques i la re-normalització dels mapes de l'interval."                                                                      |
| 2002 | Beijing, Xina            | Laurent Lafforgue          | - Institut des Hautes Études Scientifiques, França                                                            | "Per la demostració de la correspondencia Langlands per tots els grups lineals GLr (r≥1) sobre funcions de camps." |
| 2002 | Beijing, Xina            | Vladímir Voievodski        | - Institut d'Estudis Avançats de Princeton, Estats Units                                                      | "Per la definició i desenvolupament de la cohomologia motívica i la teoria A1-homotopia de les varietats algebraiques i per la demostració de la K-teoria de camps de les conjectures de Milnor." |
| 2006 | Madrid, Espanya          | Andrei Okunkov             | - Universitat de Princeton, Estats Units                                                                      | "Per les seves contribucions en la unificació de la probabilitat, teoria de la representació i geometria algebraica." |
| 2006 | Madrid, Espanya          | Grigori Perelman           | - cap | "Per les seves contribucions a la geometria i les seves aportacions revolucionaries a l'anàlisi i estructures geomètriques del flux de Ricci." Va declinar el premi. |
| 2006 | Madrid, Espanya          | Terence Tao                | - Universitat de Califòrnia a Los Angeles, Estats Units                                                       | "Per les seves contribucions a les equacions diferencials parcials, combinatòria i anàlisi harmònica i teoria dels nombres additiva." |
| 2006 | Madrid, Espanya          | Wendelin Werner            | - Universitat de París Sud, França                                                                            | "Per les seves contribucions al desenvolupament d'evolucions estocàstiques de Lowner, el moviment brownià bidimensional i en el camp de la teoria conformal." |
| 2010 | Hyderabad, Índia         | Elon Lindenstrauss         | - Universitat Hebrea de Jerusalem, Israel - Universitat de Princeton, Estats Units                            | "Pels resultats en la mesura de la rigidesa en teoria ergòdica i les seves aplicacions en teoria de nombres." |
| 2010 | Hyderabad, Índia         | Ngô Bảo Châu               | - Universitat de París Sud, França - Institut d'Estudis Avançats de Princeton, Estats Units                   | "Per la demostració del Lema Fonamental en la teoria de les formes automòrfiques mitjançant la introducció de nous mètodes algebraic-geomètrics." |
| 2010 | Hyderabad, Índia         | Stanislav Smirnov          | - Universitat de Ginebra, Suïssa                                                                              | "Per la demostració de la invariància conformal de la percolació i el model planar Ising en física estadística." |
| 2010 | Hyderabad, Índia         | Cédric Villani             | - École Normale Supérieure de Lyon, França - Institut Henri Poincaré, França                                  | "Per les demostracions de l'esmortiment no lineal de Landau i la convergència a l'equilibri de l'equació de Boltzmann." |
| 2014 | Seül, Corea del Sud      | Artur Avila                | - Universitat Denis Diderot, França - CNRS, França - Instituto Nacional de Matemática Pura e Aplicada, Brasil | "Per les seves profundes contribucions a la teoria de sistemes dinàmics, que han canviat el paradigma del camp, usant la potent idea de re-normalització com a principi unificador." |
| 2014 | Seül, Corea del Sud      | Manjul Bhargava            | - Universitat de Princeton, Estats Units                                                                      | "Per desenvolupar potents mètodes en la geometria dels nombre, que va aplicar per comptar anells de rang petit i per acotar el rang mig de les corbes el·líptiques." |
| 2014 | Seül, Corea del Sud      | Martin Hairer              | - Universitat de Warwick, Regne Unit                                                                          | "Per les seves excepcionals contribucions a la teoria d'equacions derivades parcials estocàstiques, i en particular per la creació d'una teoria d'estructures de regularitat per aquestes equacions." |
| 2014 | Seül, Corea del Sud      | Maryam Mirzakhani          | - Universitat Stanford, Estats Units                                                                          | "Per les seves excepcionals contribucions a la dinàmica i geometries de les superfícies de Riemann i els seus espais modulars." |
| 2018 | Rio de Janeiro, Brasil   | Caucher Birkar             | Universitat de Cambridge, Regne Unit                                                                          | "Per la demostració de la delimitació de les varietats de Fano i per les contribucions al programa de models minimals." |
| 2018 | Rio de Janeiro, Brasil   | Alessio Figalli            | Escola Federal Politècnica de Zuric, Suïssa                                                                   | "Per les seves contribucions a la teoria del transport òptim i les seves aplicions en les equacions en derivades parcials, la geometria mètrica i la probabilitat." |
| 2018 | Rio de Janeiro, Brasil   | Peter Scholze              | Universitat de Bonn, Alemanya                                                                                 | "Per transformar la geometria algebraica aritmètica sobre cossos p-àdics a partir de la seva introducció dels espais perfectoides, amb aplicació a les representacions de Galois, i pel desenvolupament de noves teories de cohomologia." |
| 2018 | Rio de Janeiro, Brasil   | Akshay Venkatesh           | Universitat Stanford, Estats Units d'Amèrica                                                                  | "Per la seva síntesi de la teoria analítica de nombres, les dinàmiques homogènies, la topologia i la teoria de la representació, que ha resolt problemes clàssics en àrees com ara l'equidistribució dels objectes aritmètics." |
| 2022 | En línia                 | James Maynard              | Universitat d'Oxford                                                                                          | |
| 2022 | En línia                 | Marina Serhíivna Viazovska | Escola Politècnica Federal de Lausana                                                                         | |
| 2022 | En línia                 | Hugo Duminil-Copin         | | |
| 2022 | En línia                 | June Huh                   | Universitat de Princeton                                                                                      | |